# Demografia do Lesoto

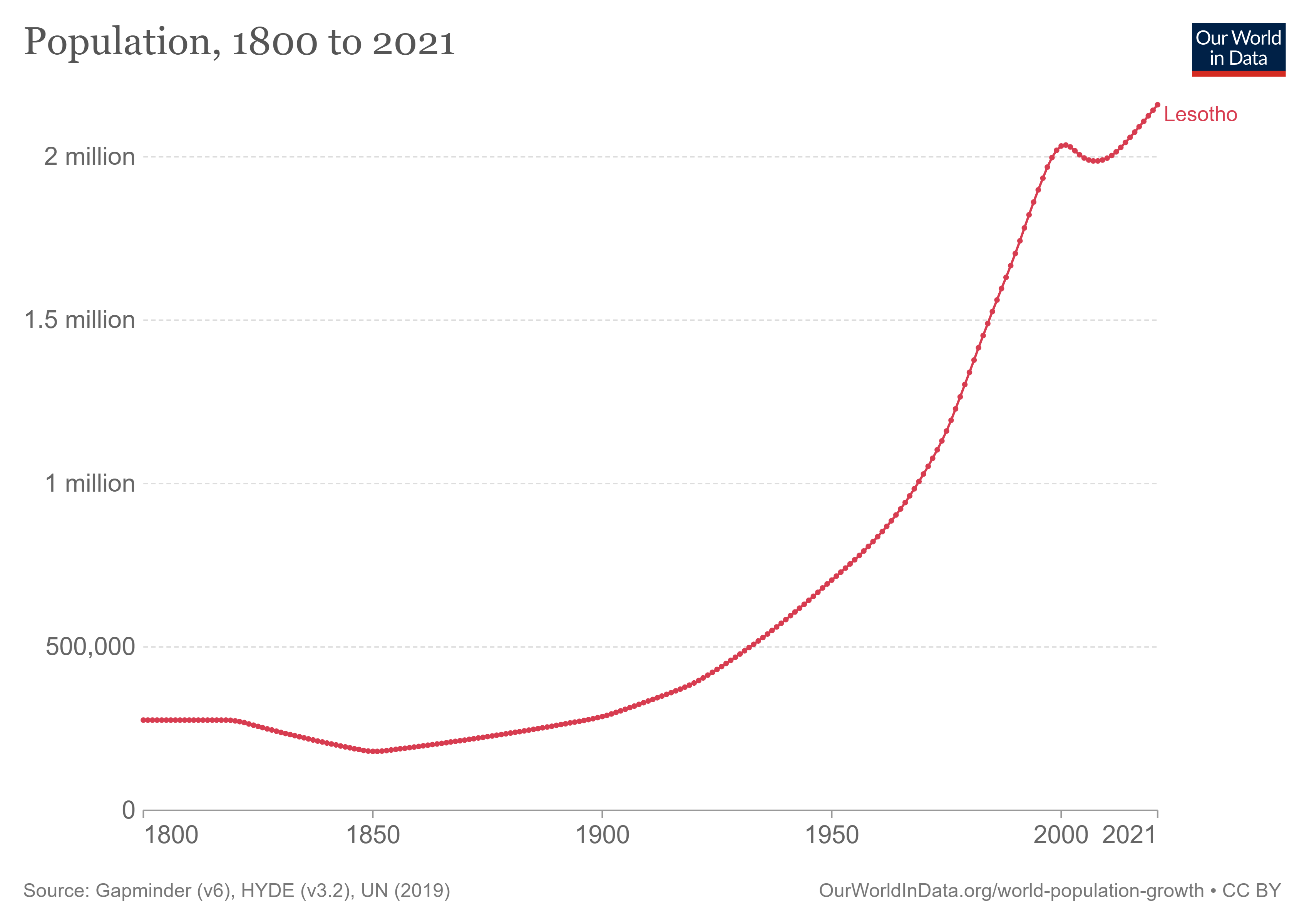
Evolução demográfica entre 1961 e 2003 (cifra da FAO, 2005). Em milhares de habitantes.

De acordo com os dados do censo realizado em 2006, o país possui aproximadamente 1,87 milhão de habitantes, o que perfaz uma densidade demográfica de 61,7 habitantes por quilômetro quadrado.
Mais de 99% da população de Lesoto pertence à etnia soto, mas outros grupos étnicos incluem europeus e asiáticos.

## Línguas
O sesoto e o inglês são os idiomas oficiais. Além deles, fala-se também zulu e xhosa.

## Religiões
Cerca de 80% da população declara-se cristã, sendo que a maioria é de católicos romanos. Outras religiões importantes são o islamismo, o hinduísmo e várias crençaas indígenas.

## O problema daAIDS
À semelhança de muitos outros países da África subsariana, a AIDS converteu-se em um verdadeiro problema. Atualmente, 29% da população é portadora do vírus ou desenvolveu a doença, e dados de organismos internacionais estimam que a porcentagem alcançará 35% dos lesotenses nos próximos anos. A conseqüência mais palpável desse fenômeno é a espetacular queda da expectativa de vida para meros 37 anos.
O governo nacional tardou em reconhecer a gravidade do problema, e as suas medidas para frear as conseqüências da doença não começaram a levar a cabo até 1999. Naquele ano, organismos governamentais finalizaram seu plano estratégico contra a AIDS, reforçado nos anos seguintes com novas propostas tanto no âmbito da educação, como da prevenção e tratamento. A este problema, deve ser somado a enorme falta de pessoal médico especializado no país.